# Goodyera oblongifolia
Goodyera oblongifolia är en orkidéart som beskrevs av Constantine Samuel Rafinesque. Goodyera oblongifolia ingår i släktet knärötter, och familjen orkidéer. Inga underarter finns listade i Catalogue of Life.

## Bildgalleri

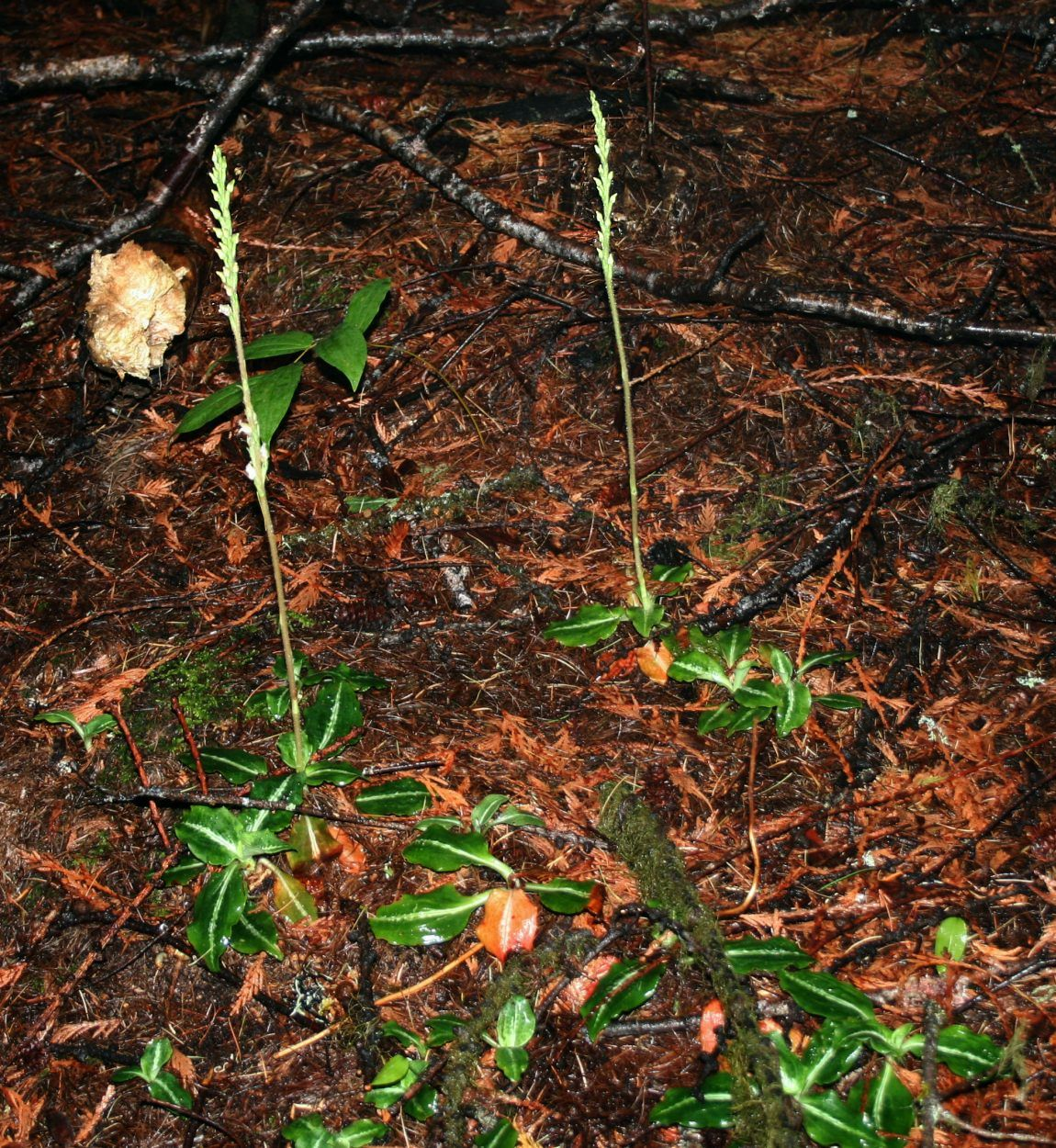
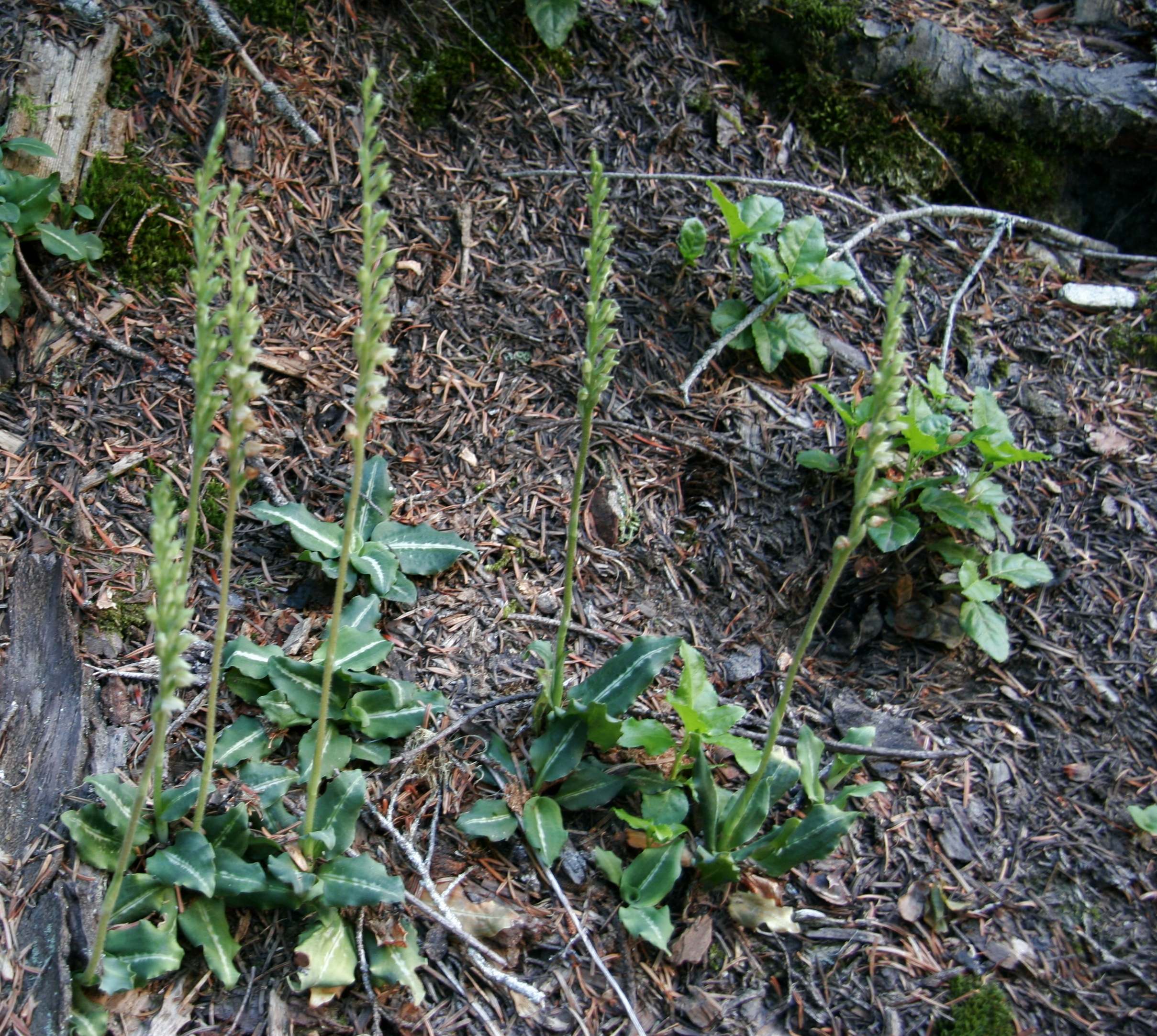
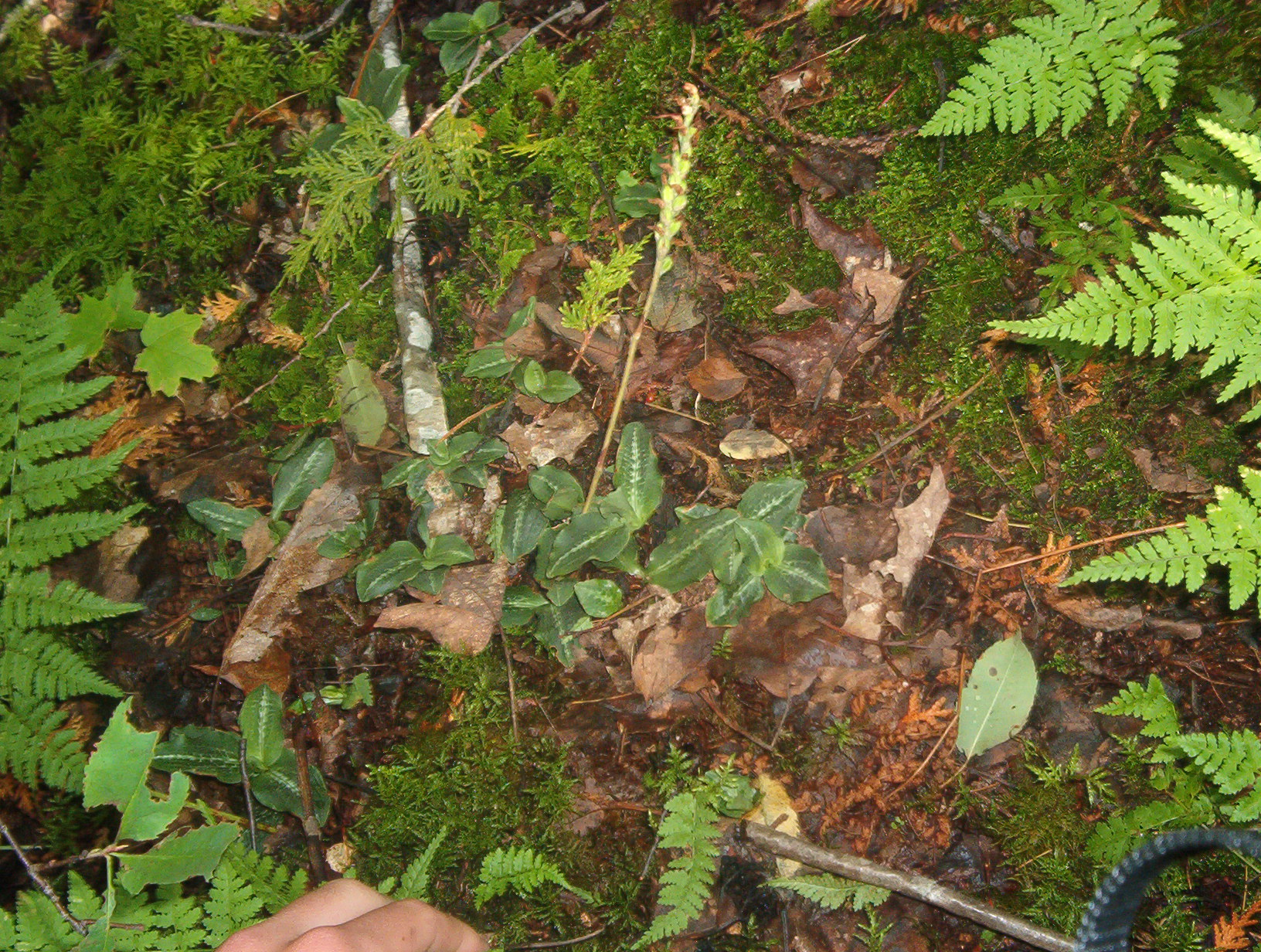